# Il Travaso delle Idee
Il Travaso delle Idee fu uno dei più popolari giornali umoristici italiani. Fu pubblicato a Roma dal 25 febbraio del 1900 al 1966, poi ripreso nel triennio 1986-88, alla fine del quale cessò definitivamente l'attività. Fu un settimanale di pungente satira, senza una precisa collocazione politica. Nato in età giolittiana ed affermatosi agli inizi del fascismo, raggiunse, all'apice della sua popolarità, le 300 000 copie di tiratura.

## Storia
Fu fondato da Filiberto Scarpelli (padre del celebre sceneggiatore Furio), insieme al pittore Carlo Montani, a Marchetti, a Tolomei e a Yambo. In realtà Scarpelli proseguì un giornale già esistente, il Travaso d'Idee, che aveva acquistato dal suo fondatore, Tito Livio Cianchettini, sul finire del 1899. Insieme alla testata, aveva rilevato anche il motto: "Accidenti ai capezzatori".

La redazione del Travaso, 1922. Al centro, con baffi e barba, Filiberto Scarpelli. Il motto della rivista appare sullo sfondo.

Il giornale venne diretto per lungo tempo da Guasta (pseudonimo dell'umorista Guglielmo Guastaveglia) fino al 1926. Con l'instaurazione del regime fascista la direzione del settimanale venne assunta da Toddi (nome d'arte di Pietro Silvio Rivetta, anche lui scrittore brillante ma più "allineato" al regime). Dal 1935 il direttore fu Osvaldo Gibertini, sostituito nel 1939 da Guido Milelli.
Collaborarono alla rivista alcune delle migliori firme del tempo quali Pio Vanzi (che ne fu anche direttore), Gandolin (Luigi Arnaldo Vassallo), Guido Vieni (Giuseppe Martellotti), Giulio De Frenzi (Luigi Federzoni), Caramba, Manca, De Rosa, Daniele Fontana, Luigi Bompard. Una delle rubriche più seguite era quella dedicata alle "pubbliche proteste" di Oronzo E. Marginati, pseudonimo dietro cui si celava lo scrittore e giornalista Luigi Lucatelli.
La collaborazione dei lettori nello scoprire esempi di involontario umorismo in altre pubblicazioni a stampa (i cosiddetti "refusi") veniva particolarmente incoraggiata, con la loro pubblicazione nella rubrica "Perle giapponesi". Ai collaboratori veniva rilasciato uno scherzoso attestato con nomina a "Pescatore di Perle".
Durante la guerra e l'occupazione nazista di Roma il giornale continuò a uscire, cessando le pubblicazioni solo nel giugno del 1944 per ordine del Comando militare alleato. Tornò nelle edicole il 14 giugno del 1946 con Guasta di nuovo alla direzione, la testata abbreviata in Il Travaso ed il sottotitolo "Organo ufficiale delle persone intelligenti", in aperta polemica con il proliferare di decine di "organi ufficiali" di partiti e partitini che si verificò nell'immediato dopoguerra.
Nel dopoguerra il periodico fu una vera e propria fucina di talenti dell'umorismo e della vignettistica italiana, ospitando racconti e disegni di molti artisti di vaglia, tra cui ricordiamo Attalo, Mameli Barbara, Giorgio Cavallo, Enrico De Seta, Luigi De Simoni, Folco, Alberto Fremura, Giammusso, Gianni Isidori, Jacovitti, Kremos, Alberto Mastroianni, Giuliano Nistri, Umberto Onorato, Gian Carlo Riccardi, Furio Scarpelli e Franco Santelli.
Il giornale cessò definitivamente le pubblicazioni nel gennaio del 1966. Un effimero tentativo di resuscitare la testata venne compiuto nel 1973 con la pubblicazione del settimanale Il dito nell'occhio - Il Travaso, che pubblicava materiale di autori progressisti quali Dario Fo e Pino Zac.
Un ultimo tentativo di salvataggio della storica testata fu operato a Roma nel triennio 1986-1988, con una nuova edizione a periodicità dapprima quindicinale poi mensile. La direzione fu affidata al giornalista Mario La Rosa (coadiuvato in redazione da Luciano Guidobaldi e Antonio Mele in arte Melanton), che chiamò a collaborare uno stuolo di grandi firme della satira e della caricatura - fra cui Vauro, Giuliano, Cemak, De Simoni, De Angelis, Ippoliti e lo stesso Melanton), scrittori di fama come Bevilacqua e Pazzaglia, e personalità dello spettacolo (Enrico Vanzina, Frassica, e altri).
Nonostante l'impegno dell'editore e il qualificato e appassionato contributo di tutti i collaboratori, il "nuovo" Travaso non riuscì tuttavia a superare le oggettive difficoltà di penetrazione nel mercato: come già accaduto in quel periodo per molti altri giornali satirici italiani ed europei (basti pensare al celebre "Punch" inglese) cessò definitivamente le pubblicazioni, a causa del cambiamento dei tempi, delle nuove abitudini sociali e culturali, e ancor più della forza attrattiva della televisione.

## Il supplementoTravasissimo
Con il Travaso delle idee dall'agosto del 1947 fino al gennaio del 1956 venne pubblicato anche il supplemento mensile Il Travasissimo. Il numero 41 del gennaio 1951 venne sequestrato per ordine del Prefetto di Roma a causa della vignetta in ultima pagina che metteva in ridicolo la dura repressione dei celerini ordinata dal ministro degli interni Scelba contro le manifestazioni degli operai in sciopero per protestare contro il carovita. Il numero venne sostituito dal numero 41bis dedicato alla memoria dello scomparso Trilussa.
Altro supplemento fu "Il Travasetto", pubblicato dal 1958 (forse fino alla chiusura del giornale) come palestra aperta alla collaborazione di dilettanti, sul quale iniziarono la loro carriera di disegnatori umoristici molti artisti poi divenuti famosi come Luciano Luccarini, Giuseppe Coco "Pippo", Giuliano Rossetti, Claudio Medaglia, Nino Di Fazio (Pescara 1937).